# Carduus pseudohamulosus
Carduus pseudohamulosus là một loài thực vật có hoa trong họ Cúc. Loài này được Beck mô tả khoa học đầu tiên năm 1892.